# Запис дуб код гробља (Маћедонце)
Запис дуб код гробља (Маћедонце) се налази на парцели чији је власник Општина Медвеђа.

## Локација
| Општина             | Медвеђа                                                                     |
| Катастарска општина | Маћедонце                                                                   |
| Потес               | Милетино                                                                    |
| Координате          | 42° 48′ 38″ С; 21° 33′ 36″ И / 42.810600000000001° С; 21.559999999999999° И |
| Надморска висина    | 642m                                                                        |

## Карактеристике
Дендрометријске вредности утврђене на терену и сателитским снимцима:
| Стабло                     | Храст |
| Висина стабла              | m     |
| Обим дебла                 | m     |
| Пречник крошње             | 11m   |
| Пречник дебла              | m     |
| Висина дебла до прве гране | m     |

## База записа
Запис је у оквиру Викимедија пројекта "Запис - Свето дрво" заведен под редним бројем 1170.